# Trioza elaeagni
Trioza elaeagni är en insektsart som beskrevs av Scott 1880. Trioza elaeagni ingår i släktet Trioza och familjen spetsbladloppor.
Artens utbredningsområde är Iran. Inga underarter finns listade i Catalogue of Life.